# Marcel Sigrist

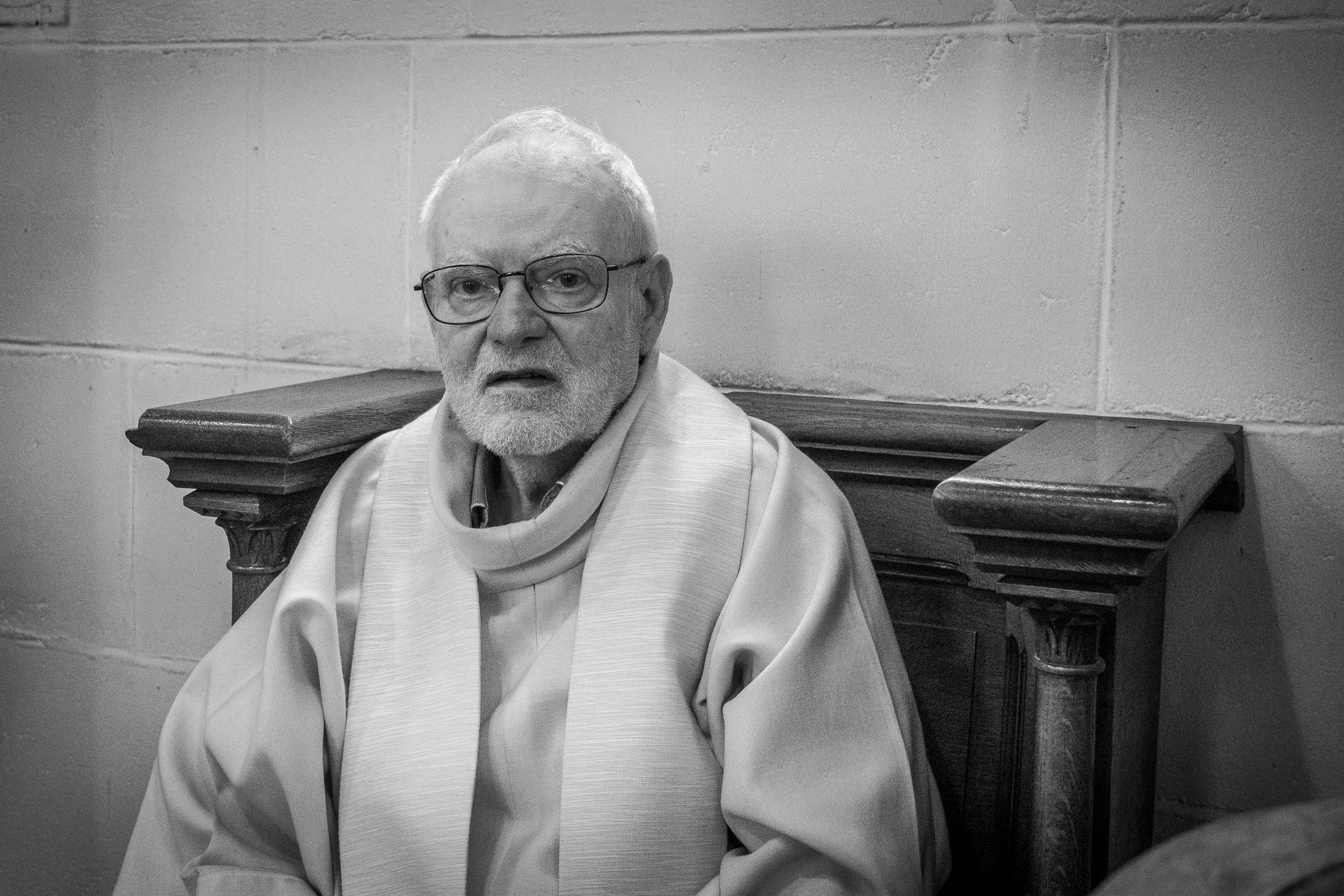
Marcel Sigrist (2023)

Marcel Sigrist OP (* 19. August 1940 in Bessines-sur-Gartempe; † 3. Mai 2024 in Straßburg) war ein französischer römisch-katholischer Priester und biblischer Exeget sowie Assyriologe.

## Leben
Er besuchte von 1950 bis 1958 Schulen in Walbourg und Zillisheim. Von 1958 bis 1960 studierte er an der Universität Straßburg. Von 1960 bis 1962 leistete er den Militärdienst. Von 1962 bis 1963 absolvierte er das Dominikaner-Noviziat in Lille. Von 1963 bis 1969 studierte er an den Dominikanischen Fakultäten Saulchoir. Von 1969 bis 1972 führten ihn Studien an die École biblique et archéologique française de Jérusalem. An der Yale University studierte er von 1972 bis 1976 (Promotion in Assyriologie). Ab 1976 lehrte er als Professor an der École biblique et archéologique française de Jérusalem.

## Schriften (Auswahl)
- Documents from tablet collections in Rochester New York. Bethesda 1991, ISBN 0-9620013-8-4.
- mit Tohru Ozaki: Ur III administrative tablets from the British Museum. Madrid 2006, ISBN 84-00-08426-8.
- mit Tohru Ozaki: Neo-Sumerian administrative tablets from the Yale Babylonian Collection. Madrid 2009, ISBN 978-84-00-08861-3.
- als Herausgeber mit Kevin Stephens: In memoriam John Strugnell. Four studies. Pendé 2015, ISBN 978-2-85021-237-6.